# Józef Pruchnik

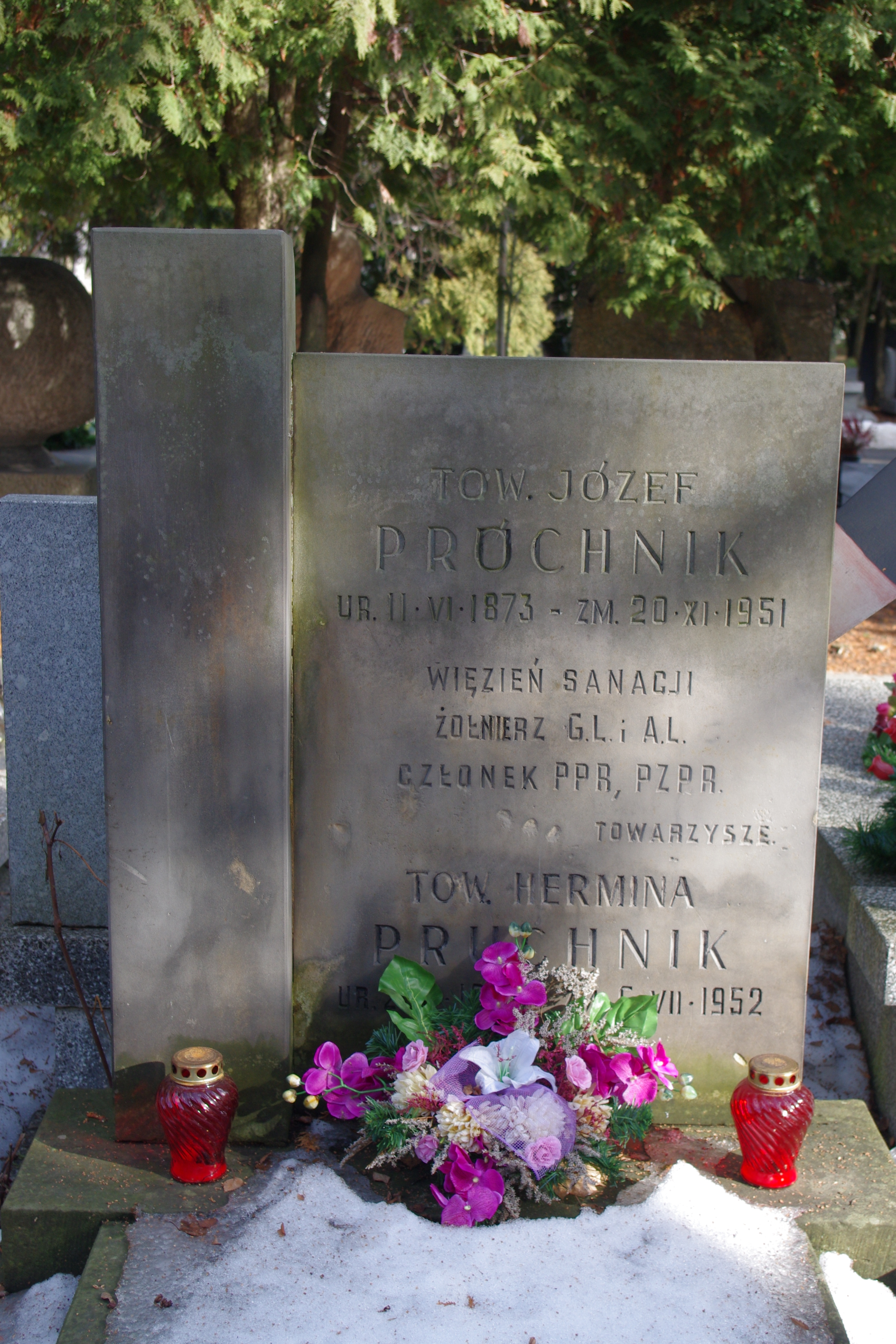
Grób Józefa Pruchnika na Powązkach Wojskowych w Warszawie

Józef Pruchnik (ur. 11 czerwca 1873 w Błażkowej, zm. 20 listopada 1951 w Warszawie) – polski inżynier melioracji, minister robót publicznych w gabinetach: Jędrzeja Moraczewskiego i Ignacego Jana Paderewskiego.

## Życiorys
Syn Wojciecha i Katarzyny z domu Kieca, rolników. W 1894 ukończył gimnazjum klasyczne w Jaśle, następnie studiował na Politechnice Lwowskiej, którą ukończył w 1901 z dyplomem inżyniera melioracji. Pracował w Krajowym Biurze Melioracyjnym. Prowadził prace regulacyjne na Krzemienicy, Wisłoku i innych rzekach Galicji, kierował pracami nad obwałowaniem Wisły.
Członek Polskiego Stronnictwa Ludowego, od 1913 członek Rady Naczelnej PSL. W czasie rozłamu w PSL opowiedział się po stronie Jana Stapińskiego i PSL Lewicy, w 1914 został członkiem Wydziału Rady Naczelnej tej partii. Po wybuchu I wojny światowej jako oficer armii austro-węgierskiej, zwolniony w 1918 wrócił do pracy przy melioracjach. W 1922 został wiceprezesem Wydziału Wykonawczego Naczelnej Rady Chłopskiej PSL Lewicy.
Od 29 grudnia 1918 do 31 lipca 1919 był ministrem robot publicznych w rządach Jędrzeja Moraczewskiego i Ignacego Jana Paderewskiego, w pierwszym reprezentując PSL Lewicę, w drugim jako fachowiec. Jako minister energicznie organizował roboty publiczne dla bezrobotnych, które dały pracę ok. 75 000 ludzi. Podkreślał znaczenie budowy dróg wodnych i regulacji Wisły. Ustąpił po przegłosowanym w Sejmie wotum nieufności. Pracował następnie przy melioracjach w województwach wołyńskim i poleskim. W Łucku, z jego inicjatywy powstało Wołyńskie Stowarzyszenie Techników, którego był wieloletnim prezesem. W lutym 1928 został dyrektorem Biura Melioracji Polesia w Brześciu nad Bugiem, które organizował już w 1927. Był inicjatorem kompleksowych interdyscyplinarnych badań nad zagadnieniem odwodnienia Polesia. Badając zagadnienia melioracyjne w latach 1929–1932, odbył podróże naukowe do Estonii, Finlandii, Szwecji, Holandii, Niemiec, ZSRR i Palestyny. Uczestniczył w międzynarodowych kongresach melioracyjnych, w tym w 1930 w II Międzynarodowym Zjeździe Gleboznawczym w Moskwie i Leningradzie. W 1932 przedstawił stan melioracji Polesia na Międzynarodowym Zjeździe Melioracyjnym w Holandii, od 1931 był prezesem Międzynarodowej Komisji Glebowo-Taryfowej.
W latach trzydziestych zbliżył się do KPP. Po powrocie z ZSRR wygłosił szereg odczytów sowietofilskich. W kwietniu 1933 został aresztowany pod zarzutem działalności komunistycznej i zdrady tajemnicy państwowej, jakiś czas był w areszcie w więzieniu wileńskim. Po kilku rozprawach wyrokiem Sądu Apelacyjnego w Warszawie w 1939 uniewinniony od zarzutu zdrady tajemnicy państwowej z braku dowodów winy. Do II wojny światowej pracował w Ministerstwie Rolnictwa i Reform Rolnych jako dyrektor melioracji. 
Od października 1939 w jego mieszkaniu przy ul. Krasińskiego 18 na Żoliborzu regularnie zbierała się grupa komunistów, w tym Teodor Duracz i Juliusz Rydygier. Od 1940 działał w komunistycznej organizacji Stowarzyszenie Przyjaciół ZSRR. Od 1942 należał do PPR, a następnie do PZPR. Po wojnie pracował w resorcie rolnictwa.
Pochowany na cmentarzu Powązki Wojskowe w Warszawie (kwatera A4-5-15). 
Jego żoną była Herminia z Nowaków (1888–1952), działaczka Koła Kooperatystek Warszawskiej Spółdzielni Mieszkaniowej i stowarzyszenia Szklane Domy, członek okupacyjnej PPR, po wojnie inspektor gospodarczy w biurze Krajowej Rady Narodowej.